# سیارک ۱۲۶۲۲
سیارک ۱۲۶۲۲ (به انگلیسی: 12622 Doppelmayr، نامگذاری:6614P-L) دوازده هزار و ششصد و بیست و دومین سیارک کشف شده‌است که در ۲۴ سپتامبر ۱۹۶۰ کشف شد.